# Samtgemeinde Niedernwöhren
Samtgemeinde Niedernwöhren er en Samtgemeinde med seks kommuner og knap 8.200 indbyggere (2013), i den nordvestlige del af Landkreis Schaumburg, i den nordlige del af den tyske delstat Niedersachsen. Samtgemeindens administration ligger i byen Niedernwöhren.

## Geografi
Mittellandkanalen går gennem samtgemeinden.

### Nabokommuner
Samtgemeinde Niedernwöhren grænser mod vest til byen Petershagen i Kreis Minden-Lübbecke,
mod nord ligger byen Rehburg-Loccum (Landkreis Nienburg/Weser) og Samtgemeinde Sachsenhagen.
Mod øst ligger Samtgemeinde Lindhorst og landkreisens administrationsby Stadthagen;
Mod syd ligger Samtgemeinde Nienstädt und Bückeburg.

### Inddeling
Samtgemeinde Niedernwöhren blev oprettet ved områdereformen 1. marts 1974, og består af kommunerne
1. Lauenhagen med bydelen Hülshagen (9,73 / 1.470)
2. Meerbeck med bydelene Volksdorf og Kuckshagen (13,09 / 2.098)
3. Niedernwöhren * (11,06 / 2.012)
4. Nordsehl (5,97 / 827)
5. Pollhagen (12,87 / 1.239)
6. Wiedensahl (11,70 / 1.066)

(areal i km² og indbyggertal pr. 31. december 2005)
Den tidligere selvstændige kommune Nordsehl blev delt, så den sydlige del blev indlemmet i byen Stadthagen som bydelen Brandenburg.